# Villberga socken
Villberga socken i Uppland ingick i Trögds härad, ingår sedan 1971 i Enköpings kommun och motsvarar från 2016 Villberga distrikt.
Socknens areal är 27,28 kvadratkilometer, varv 27,27 land. År 2000 fanns här 1 238 invånare. Tätorten Grillby samt kyrkbyn Villberga med sockenkyrkan Villberga kyrka ligger i socknen.  

## Administrativ historik
Villberga socken har medeltida ursprung.
Vid kommunreformen 1862 övergick socknens ansvar för de kyrkliga frågorna till Villberga församling och för de borgerliga frågorna bildades Villberga landskommun. Landskommunen uppgick 1952 i Norra Trögds landskommun som 1971 uppgick i Enköpings kommun. Församlingen uppgick 2007 i Villberga-Hacksta-Löts församling som 2013 bildade en nybildad Villberga församling genom sammanslagning av denna med Litslena församling.
1 januari 2016 inrättades distriktet Villberga, med samma omfattning som församlingen hade 1999/2000.  
Socknen har tillhört län, fögderier, tingslag och domsagor enligt vad som beskrivs i artikeln Trögds härad. De indelta soldaterna tillhörde Upplands regemente, Lagunda/Hagunda kompani samt Livregementets dragonkår, Sigtuna skvadron.

## Geografi
Villberga socken ligger öster om Enköping med Ekolsundsviken i öster. Socknen är en odlad slättbygd.

## Fornlämningar
Från bronsåldern finns sprida gravrösen, skärvstenshögar, flera skålgropsförekomster och omkring 25 hällristningar. Från järnåldern finns tolv gravfält. Åtta runstenar är funna.

## Namnet
Namnet skrevs 1299 Vilaberghum och kommer från kyrkbyn. Efterleden innehåller berg. Förleden kan innehålla vil, 'anordning för djur- eller fiskefångst'.